# 川上了
川上 了（かわかみ りょう）は日本の作曲家・編曲家。

## 主な作曲・編曲楽曲
- 伊藤つかさ「横浜メルヘン」（編曲）
- 串田アキラ「キン肉マンGo Fight!」「肉・2×9・Rock' Roll（にく・ニク・ロックンロール）」（編曲）
- クリスタルキング「蜃気楼」（編曲）
- 香坂みゆき「愛なき子」（編曲）
- 清水香織「26時のシンデレラ」（作曲・編曲）「誘惑DOLL」（編曲）
- ダ・カーポ「地球へ…（Coming Home To Terra）」（編曲）
- 田村英里子「ガーネット伝説」（作曲・編曲）
- パンプキン「プレッジハート（誓約）」「太陽のハレーション」「そよ風の騎士」（編曲）
- 水谷麻里「春休み」（編曲）
- つボイノリオ「極付け!お万の方」「女学生」他（編曲）
- ピンク・レディー「愛・GIRI GIRI」（編曲）
- 堀江美都子「ゆかいな大脱走」「Dream of you」（編曲）
- チェッカーズ「悲しみよ腕の中へ」（編曲）
- LOGIC SYSTEM「Domino Dance」「Unit」他多数（作曲・編曲）
- ポプラ『遥かなる旅路』（編曲）（Gメン'75エンディングテーマ）

## 劇伴音楽
- 走れ!熱血刑事（1980年、テレビ朝日）

## アニメ・特撮
- 炎の超人メガロマン（主題歌の編曲）
- まことちゃん
- はーいステップジュン（主題歌の編曲）
- Dr.スランプ アラレちゃん（挿入歌の編曲）

| スタブアイコン | サブスタブ | この項目は、まだ閲覧者の調べものの参照としては役立たない、音楽関係者（バンド等）に関連した書きかけの項目です。この項目を加筆・訂正などしてくださる協力者を求めています（P:音楽/PJ:芸能人）。 |